# Opatija

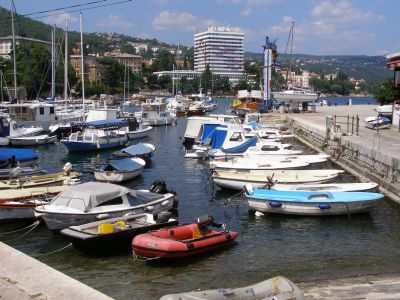
Port jachtowy

Opatija (wł. Abbazia) – miasto w Chorwacji, w żupanii primorsko-gorskiej, siedziba miasta Opatija. Jest położone na półwyspie Istria. W 2011 roku liczyło 6657 mieszkańców.
Uzdrowisko letnie i zimowe nad morzem Adriatyckim, jedno z największych w Chorwacji. Osłonięte od wiatrów północnych, położone nad Zatoką Kvarnerską, średnia temperatura roczna 14 °C. Miejscowość od XIX wieku słynna z pięknej roślinności śródziemnomorskiej i historycznych budynków odwołujących się do tradycji Riwiery Austriackiej.

## Zabytki
Do najważniejszych zabytków należą: kościół św. Jakuba (wzniesiony w 1506 roku i rozbudowany w 1937) i pozostałości opactwa benedyktynów, od którego miejscowość wzięła nazwę, oraz domy z XVIII – XIX wieku, m.in. willa Angiollina wzniesiona przez szlachcica z Rijeki, Iginio Scarpa, otoczona parkiem z egzotycznymi roślinami przywiezionymi przez przyjaciół Scarpa z różnych zakątków świata.

## Historia
Już w końcu XVIII w. znane uzdrowisko, w wieku XIX i na początku XX wieku stolica „austriackiej Riwiery”, najbardziej znany i modny kurort Austro-Węgier; w 1910 6,6 tys. mieszkańców. Od 1918 do 1945 należała do Włoch, później w Jugosławii. W latach 20. XX w. mieszkało w niej ok. 4 tys., a w 1951 r. 7,9 tys. mieszkańców.

## Współpraca
- Castel San Pietro Terme, Włochy
- Ilirska Bistrica, Słowenia
- Balatonfüred, Węgry
- Carmagnola, Włochy
- Bad Ischl, Austria
- Kołobrzeg, Polska
- Zakopane, Polska[2]

## Ludzie

### Urodzeni
- Leon Sternbach (ur. 1908) – polski chemik.

### Zmarli
- Kazimierz Grocholski (zm. 10 grudnia 1888) – długoletni prezes Koła Polskiego w parlamencie wiedeńskim
- Irynej Jaworski OSBM (zm. 20 marca 1906) – bazylianin, dyrektor bazyliańskiego gimnazjum w Buczaczu[3]
- Stanisław Kopernicki (zm. 31 maja 1913) – prezes Związku Polskiego Piłki Nożnej i były prezes Cracovii.